# Dyrines
Dyrines is een geslacht van spinnen uit de  familie van de Trechaleidae.

## Soorten
- Dyrines ducke Carico & Silva, 2008
- Dyrines huanuco Carico & Silva, 2008
- Dyrines striatipes (Simon, 1898)